# Nothing But Pleasure
Nothing But Pleasure est un film américain avec Buster Keaton, réalisé par Jules White et sorti en 1940.

## Synopsis
Afin de faire des économies, Clarence Plunkett et sa femme se rendent à Détroit pour acheter une nouvelle automobile.

## Fiche technique
- Réalisation  : Jules White
- Scénario : Clyde Bruckman
- Producteur : Jules White
- Photographie : Henry Freulich
- Musique : William Grant Still (non crédité)
- Montage : Art Seid
- Distributeur : Columbia Pictures
- Durée : 20 minutes
- Date de sortie : 19 janvier 1940

## Distribution
- Buster Keaton : Clarence Plunkett
- Dorothy Appleby : Mrs. Plunkett
- Beatrice Blinn
- Bobby Barber
- Lynton Brent
- Vernon Dent